# Hohenweiden
Hohenweiden is een plaats en voormalige gemeente in de Duitse deelstaat Saksen-Anhalt, en maakt deel uit van de Landkreis Saalekreis.
Hohenweiden telt 547 inwoners.